# Bijaura
Bijaura (nep. बिजौरा) – gaun wikas samiti w zachodniej części Nepalu w strefie Bheri w dystrykcie Surkhet. Według nepalskiego spisu powszechnego z 2001 roku liczył on 850 gospodarstw domowych i 4889 mieszkańców (2516 kobiet i 2373 mężczyzn).